# 馬爾科-德卡納維澤斯
馬爾科-德卡納維澤斯（Marco de Canaveses）是葡萄牙的一座城市。有人口9,042人。

## 外部連結
- Photos from Marco de Canaveses （页面存档备份，存于）